# Égipan

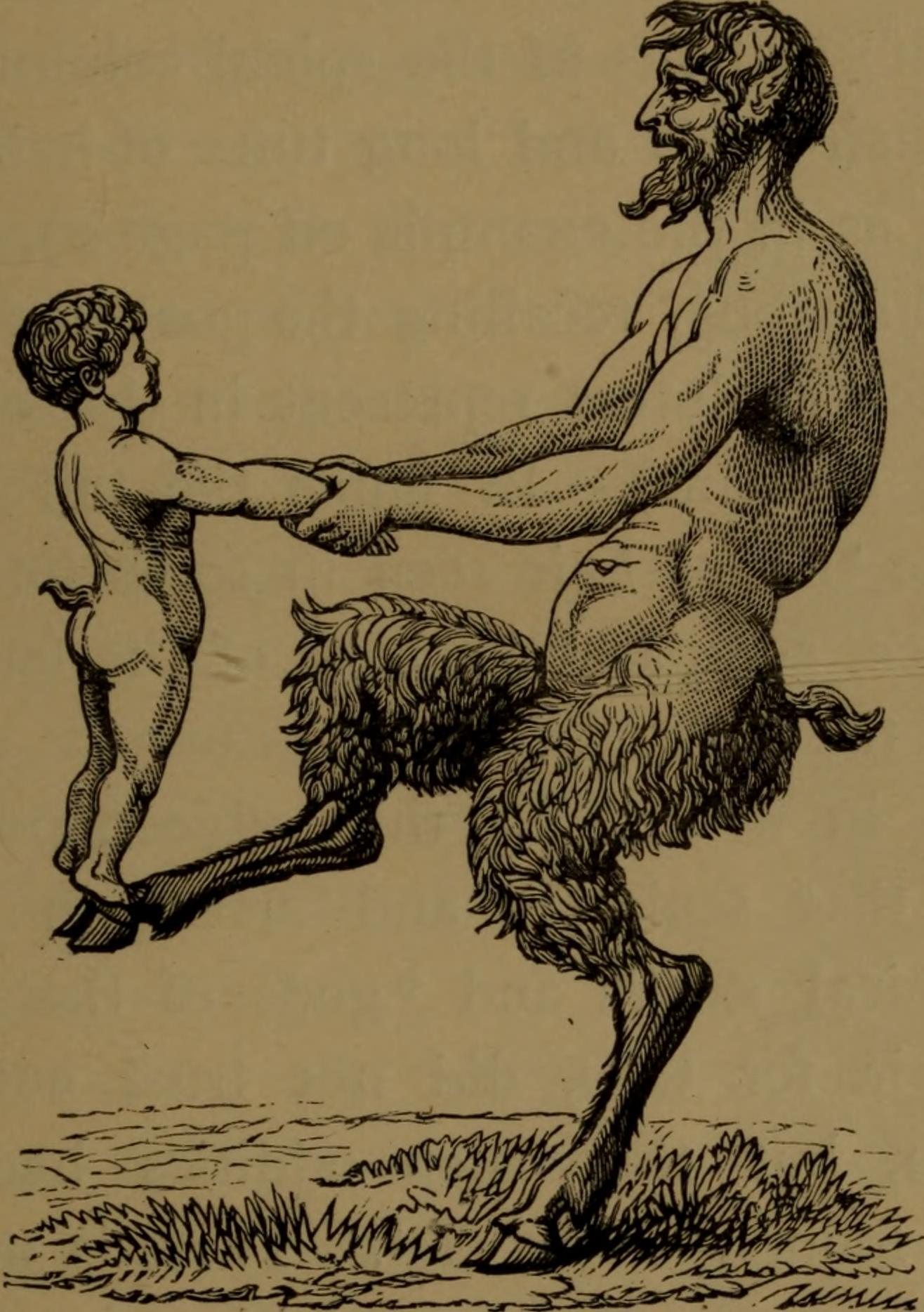
Un égipan jouant avec un jeune faune, illustration de 1890

Dans les mythologies grecque et romaine, l'égipan, aussi orthographié ægipan ou aigipan (du grec Αἰγίπαν, Aigípan : « Pan aux pieds de chèvre »), est une divinité champêtre mi-homme mi-animal, la plupart du temps dotée de pieds et d'oreilles de chèvre. Associé au dieu Pan, il s'apparentait aux satyres et chèvre-pieds.
Elle pouvait prendre parfois la forme d'une créature chimérique représentée la plupart du temps avec un corps de chèvre et une queue de poisson, tel le Capricorne représenté dans le Zodiaque (mais il s'agit le plus souvent d'Amalthée), mais aussi de lions à queue de poisson, taureaux, etc. Le premier égipan serait né de Pan et de la nymphe Éga et passe pour l'inventeur du son de trompe obtenu à partir d'une conque marine, ce qui expliquerait pourquoi les égipans portent une queue de poisson.

### Sources
1. ↑  Jennifer R. March, Dictionary of classical mythology, Oxford, Oxbow Books, 2014 (ISBN 978-1-78297-636-3, 1-78297-636-1 et 1-78297-635-3, OCLC 878117388, lire en ligne), p.19
2. ↑  « Égipans - Mythologie grecque et romaine », sur www.dicoperso.com (consulté le 3 juin 2019)
3. ↑  Jean-François Pelletier, « Les Égipans », sur Paranormal Québec, 29 mai 2016 (consulté le 3 juin 2019)